# دوگلاس فرانکو تیشیرا
دوگلاس فرانکو تیشیرا (به پرتغالی: Douglas Franco Teixeira) مدافع اهل برزیل است که در شهر فلوریانوپلیس و در تاریخ ۱۲ ژانویهٔ ۱۹۸۸ به دنیا آمده‌است.
دوگلاس فرانکو تیشیرا در تیم‌های فوتبال Joinville سابقهٔ حضور دارد.